# Actinella robusta
Actinella robusta – gatunek ślimaka trzonkoocznego z rodziny Geomitridae. Jego epitet gatunkowy to forma rodzaju żeńskiego łacińskiego przymiotnika robustus oznaczającego "(...) silny, mocny, wzmocniony, dorosły"

## Występowanie
Jest to endemit żyjący tylko na Maderze (wyspa należąca do Portugalii).
Wiedzie lądowy tryb życia.

## Status
W Czerwonej księdze gatunków zagrożonych IUCN w 1994 gatunek uznano za zagrożony wyginięciem, a w 1996 za bliski zagrożenia. Od 2011, ze względu na niepewny zasięg występowania, Actinella robusta zaliczany jest do kategorii DD – gatunek niedostatecznie rozpoznany.